# Voorstellen tot indeling van België in 1830

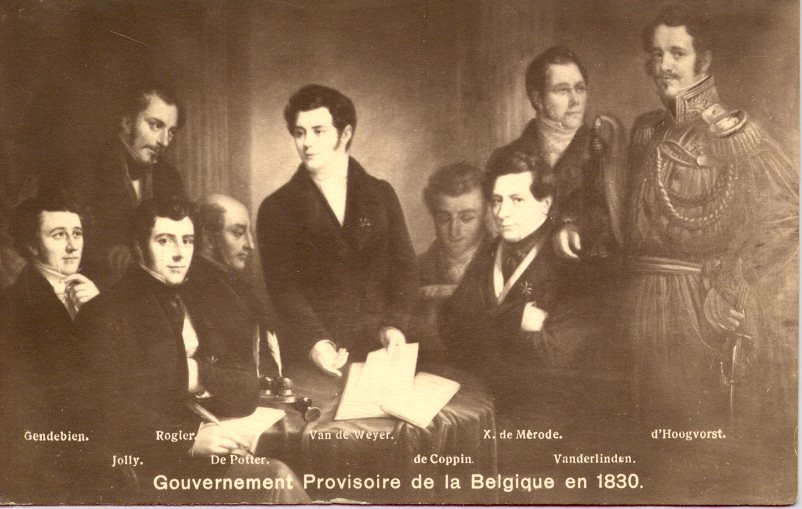
Voorlopig bewind in 1830

Voorstellen tot indeling van België werden gedaan toen in 1830 de Belgische Revolutie uitbrak en nog niet duidelijk was waartoe die zou leiden. Verschillende partijen waren actief in de Zuid-Nederlandse provincies. Fransgezinde radicalen streefden een aanhechting bij Frankrijk na. Orangisten wilden bij de Nederlanden blijven. Gematigden dachten meer aan een bestuurlijke scheiding, waarbij België en Nederland dezelfde vorst zouden hebben, maar waarbij er twee regeringen zouden komen, elk met haar eigen administratief apparaat.
Hoe België er uit zou zien, was lang onzeker. Naargelang de interne en externe instanties verschilden de scenario's. Ze konden worden verdeeld in de volgende mogelijkheden:
- Het Verenigd Koninkrijk der Nederlanden blijft bestaan;
- België splitst zich af;
- België wordt opgedeeld.

## Het Verenigd Koninkrijk blijft bestaan

### Herstel van het amalgaam
Deze optie had de voorkeur van koning Willem I, maar de feiten maakten dit scenario onwerkelijk. Reeds na de septemberdagen bleek dat het onmogelijk zou worden: Willem verloor de controle over de zuidelijke provincies, op de vestingsteden Maastricht en Luxemburg na.

### Administratieve scheiding
België en Nederland zouden in een personele unie verbonden blijven, maar elk een eigen regering, wetgeving en parlement krijgen. In alternatieve scenario's zou de kroonprins koning worden in België. Uiteindelijk sloot de kroonprins, de latere koning Willem II, zich bij dit scenario aan toen hij op 16 oktober 1830 de onafhankelijkheid van België proclameerde. Deze kroonprinselijke daad werd streng berispt door Willem I. Niettemin herhaalde de kroonprins deze daad op 11 januari 1831, toen hij zich in een Manifest aan de Belgen presenteerde als koning van België.
Sinds het artilleriebombardement van Antwerpen op 27 oktober 1830 en het daaropvolgende beleg van Antwerpen in 1832 door de Franse maarschalk Gérard was deze optie niet serieus meer. Er bestond heel wat na-ijver tegenover de Oranjes, die verantwoordelijk werden gehouden voor de schade en de doden. Onder invloed van het Roeselaarse parlementslid Constantin Rodenbach werd door het Voorlopig Bewind een voorstel goedgekeurd om de Oranjes voor eeuwig vervallen te verklaren van de Belgische troon: het decreet betreffende de eeuwige uitsluiting van de familie Oranje-Nassau van enige macht in België. Pas in 2003 werd deze wet voor afschaffing vatbaar verklaard.

## België splitst zich af

### Groot-België

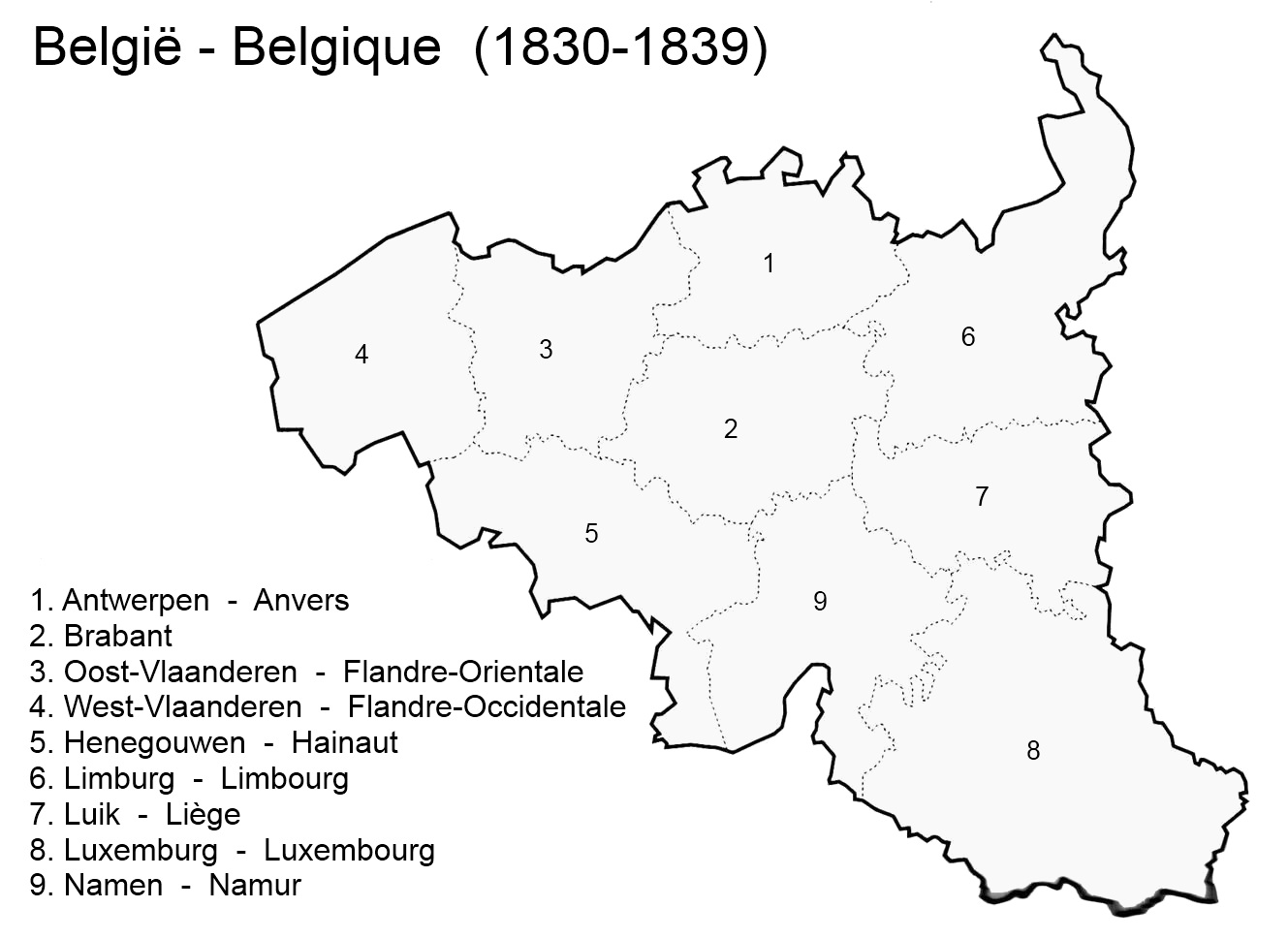
"Groot-België" tussen 1830 en 1839

België omvatte oorspronkelijk ook Nederlands Limburg (uitgezonderd Maastricht en directe omgeving) en het Groothertogdom Luxemburg. Er werden ook aanspraken gemaakt op Noord-Brabant en Zeeuws-Vlaanderen, maar deze zijn nooit realistisch geweest omdat de opstandelingen geen macht konden uitoefenen in dit gebied. Franse en Belgische militairen onder Ernest Grégoire en graaf Louis-Adolphe de Pontécoulant hebben wel geprobeerd om Zeeuws-Vlaanderen te veroveren, maar wegens de succesvolle verdediging door Nederlandse kolonel Joseph Ledel lukte dit niet. Ook Noord-Brabant werd succesvol verdedigd, door de Gentenaar Jozef van Geen.
Na de Eerste Wereldoorlog kreeg het idee van een dergelijk 'Groot-België' onder radicale Belgicisten weer aanhang, in iets gewijzigde vorm, maar grotendeels overeenkomstig met het oorspronkelijke plan in 1830.

### Klein-België
Het Klein-Belgische voorstel hield in dat Nederland de gebieden die het beheerste behield (Zeeuws-Vlaanderen, Noord-Brabant, Duitssprekend Luxemburg en oostelijk Limburg, omdat Maastricht in Noord-Nederlandse handen was). Het ging dus uit van de militaire status quo.
Dit scenario heeft het uiteindelijk gehaald. Hierbij werd de helft van Limburg en Luxemburg afgestaan, die beide deel uit gingen maken of al uitmaakten van de Duitse Bond, maar toch onder Nederlands bestuur bleven.

### Annexatie door Frankrijk
Radicale Franstaligen als Alexandre Gendebien, vooral in en rond Luik, streefden een aansluiting bij Frankrijk na. Bij het Voorlopig Bewind waren hiervan veel voorstanders te vinden. De Franse diplomaat Talleyrand was tegen dit scenario, omdat het tot een Europese oorlog zou kunnen leiden. Ook voor de opstandigen onder de Vlamingen ging opslokking door Frankrijk te ver.

## België wordt opgedeeld

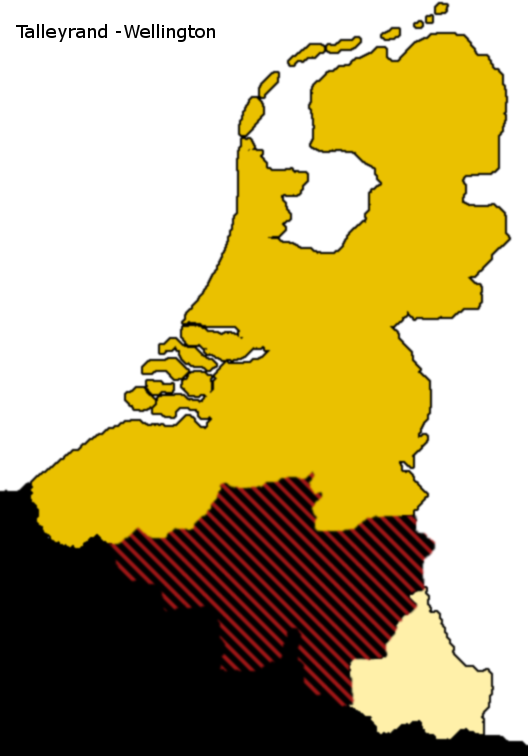
Verdelingsplan Talleyrand-Wellington: Luxemburg en het uitgebreide Nederland onder Oranje-Nassau, de Waalse provincies en Zuid-Brabant bij Frankrijk

Verdelingsplan Flahaut

### Verdelingsplan Talleyrand-Wellington
In het verdelingsplan Talleyrand-Wellington zou Luxemburg een onafhankelijk groothertogdom worden dat ook de latere Belgische provincie Luxemburg zou omvatten. Heel toekomstig Wallonië en Zuid-Brabant zouden bij Frankrijk komen. Vlaanderen zonder Zuid-Brabant zou bij Nederland komen.

### Verdelingsplan Flahaut
Het verdelingsplan Flahaut zou een vrijstaat Antwerpen creëren dat een Brits protectoraat was, Pruisen de rechter Maasoever laten, Frankrijk de rest laten annexeren tot de Demer en alles boven die rivier aan Nederland laten.